# Slijpsteen van Slenaken
De Slijpsteen van Slenaken is een grote steen die langs de oever van de Belgische/Nederlandse beek de Gulp ligt, even ten zuiden van Slenaken. De steen ligt in een bosgebiedje ten westen van het Roebelsbos.
De steen werd in het Neolithicum gebruikt als polissoir voor het polijsten van stenen bijlen. Hoewel hij nu enkele meters boven de huidige bedding van de Gulp gelegen is, lag de steen in het Neolithicum waarschijnlijk in of vlak naast de rivier, aangezien bij het polijsten van vuursteen niet alleen een slijpsteen, maar ook water noodzakelijk is. Sindsdien heeft de Gulp zich dieper ingesneden in het landschap, waardoor de steen tegenwoordig meters van het riviertje afligt.
De steen is in 1953 ontdekt door een amateurarcheoloog.
Hij is door de Rijksdienst voor het Cultureel Erfgoed geregistreerd als nationaal rijksmonument 46147.

## Galerij

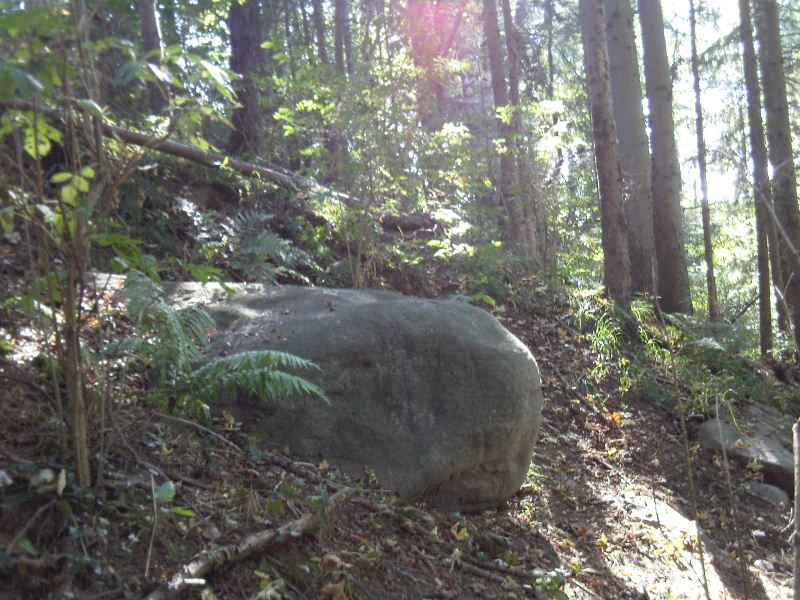
De Slijpsteen van Slenaken
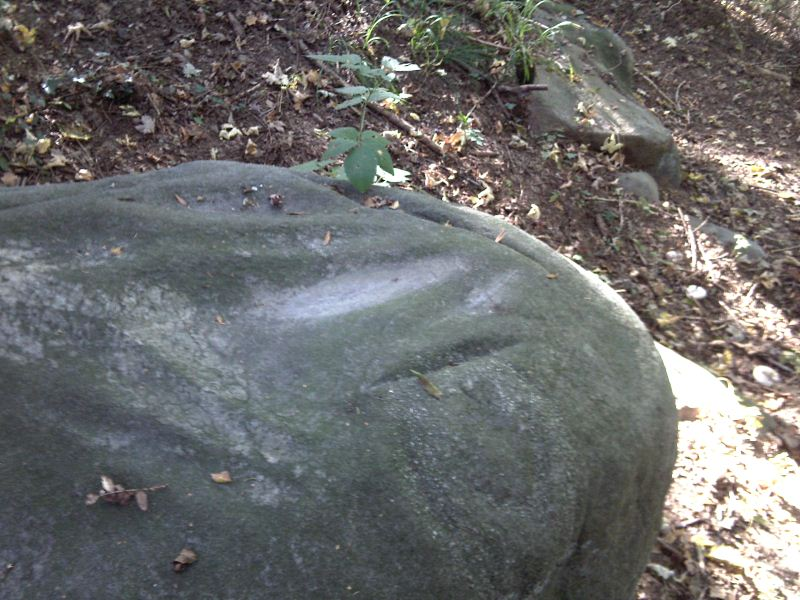
Detail van de slijpsteen
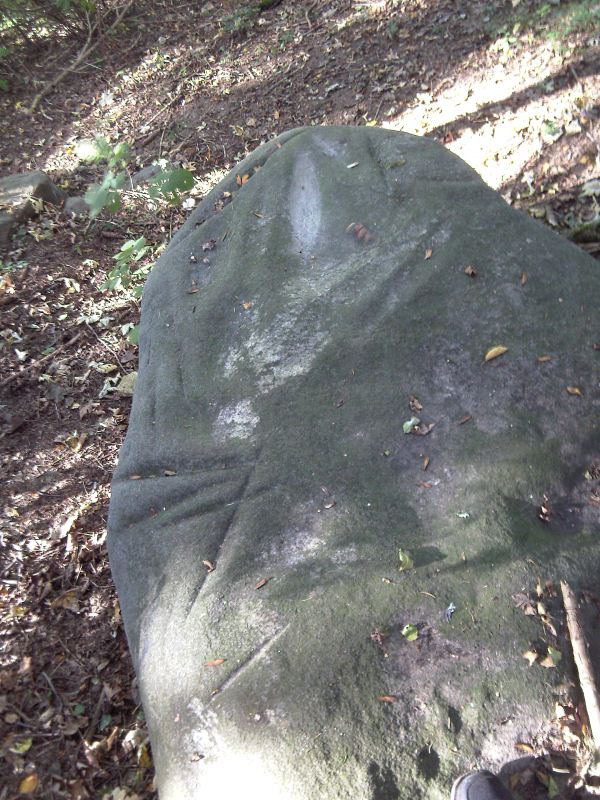
De steen van boven